# Мордберг, Лена
Ле́на Ане́тт Мо́рдберг (швед. Lena Annette Mårdberg; род. 30 декабря 1963) — шведская кёрлингистка.
В составе женской сборной Швеции участник чемпионата мира 1990 (заняли шестое место) и чемпионата Европы 1990 (заняли шестое место). Чемпионка Швеции среди женщин.

## Достижения
- Чемпионат Швеции по кёрлингу среди женщин: золото (1990).

## Команды
| Сезон   | Четвёртый       | Третий            | Второй           | Первый           | Запасной      | Турниры                      |
| ------- | --------------- | ----------------- | ---------------- | ---------------- | ------------- | ---------------------------- |
| 1989—90 | Хелена Свенссон | Лотта Гайзенфельд | Элизабет Ханссон | Анника Лёф       | Лена Мордберг | ЧШЖ 1990 · ЧМ 1990 (6 место) |
| 1990—91 | Анника Лёф      | Лотта Гайзенфельд | Хелена Свенссон  | Элизабет Ханссон | Лена Мордберг | ЧЕ 1990 (6 место)            |

(скипы выделены полужирным шрифтом)

## Частная жизнь
Её муж — кёрлингист Микаэль Юнберг, чемпион Швеции, призёр чемпионатов мира и Европы.